# Kosit Panpiemras
Kosit Panpiemras (Bangkok, 28 de mayo de 1943 - Bangkok, 1 de junio de 2016) fue un economista y político tailandés. Fue ministro de Finanzas, Ministro de Industria y Ministro de Agricultura. En 2006 fue nombrado vice primer ministro en el gobierno del general Surayud Chulanont. Antes de su nombramiento, era Presidente del Banco de Bangkok. Tras una crisis ministerial que afectó al gobierno interino, se le nombró Ministro de Industria e Información.
Graduado en Finanzas Públicas por la Universidad de Chulalongkorn y Máster en Economía por la Universidad de Maryland.
Desarrolló su trabajo en agencias económicas públicas de Tailandia y fue economista del Banco Mundial.